# Program Ograniczania Niskiej Emisji
Program Ograniczania Niskiej Emisji – program stworzony na podstawie wyników przeprowadzonych badań i analiz, które wskazały bardzo zły stan powietrza w poszczególnych regionach Polski. Stanowi część wykonawczą gminnych Programów Ochrony Środowiska i jest niezbędny w kwestii pozyskiwania dotacji nie tylko krajowych, ale także unijnych.

## Działania
Kroki podejmowane w ramach tego programu w głównej mierze mają polegać na analizie stanu urządzeń kotłowych oraz ocenie zapotrzebowania technicznego obiektów użyteczności publicznej i mieszkańców z zakresu systemów grzewczych. Na podstawie wysnutych wniosków będzie można określić szkodliwe wpływy na środowisko.

## Działania w Krakowie

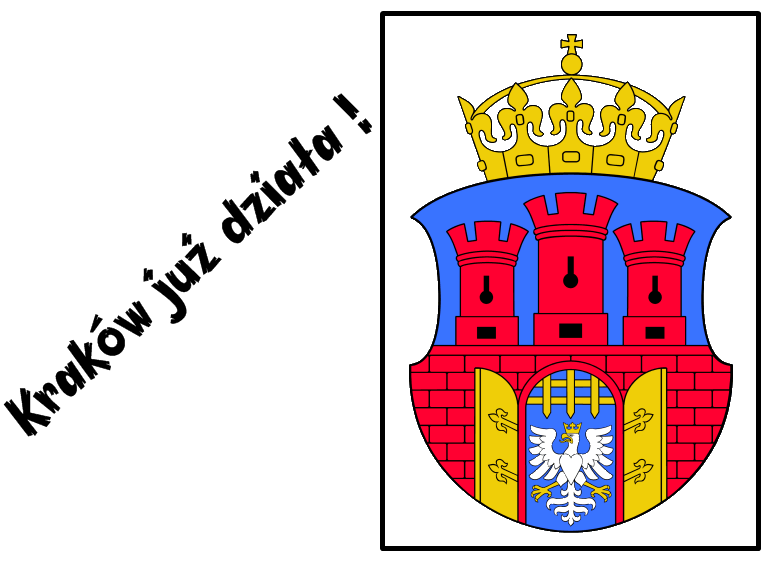
Program Ograniczania Niskiej Emisji w Krakowie

Gmina Miasta Kraków przeprowadza nabór wniosków o udzielenie dotacji celowej, które docelowo mają być przeznaczone na realizację założeń Programu Ograniczania Niskiej Emisji dla Krakowa.
Działania mają polegać na:
- trwałej zmianie systemów ogrzewania opartego o paliwo stałe na:
  - ogrzewanie sieciowe,
  - ogrzewanie gazowe,
  - ogrzewanie elektryczne,
  - ogrzewanie olejowe,
  - odnawialne źródła energii,
- wprowadzanie odnawialnych źródeł energii,
- podłączanie ciepłej użytkowej wody do miejskiej sieci ciepłowniczej.

Działania te w głównej mierze mają zmierzać do wyeliminowania pieców węglowych, które mają duży wpływ na stan powietrza. Do roku 2018 każdy mieszkaniec Krakowa musi wymienić swój dotychczasowy piec węglowy na nowy, który będzie bardziej ekologiczny.

## Korzyści z Ograniczania Niskiej Emisji

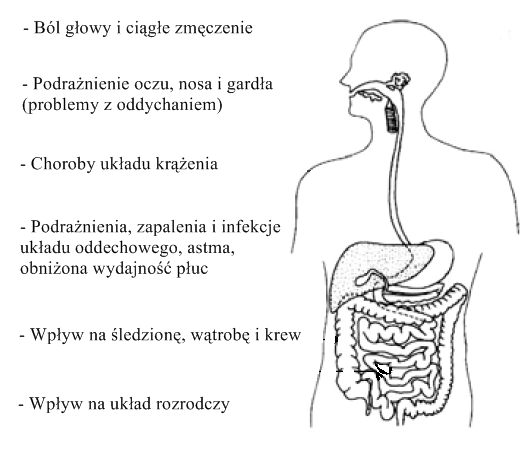
Wpływ zanieczyszczeń na organizm człowieka

- zwiększenie efektywności ochrony środowiska,
- poprawa atrakcyjności turystycznej danego regionu,
- lepsza jakość życia w miastach,
- obniżenie kosztów ogrzewania,
- promowanie odnawialnych źródeł ogrzewania,
- rozwój gospodarki.